# Trnje, Pivka
Trnje je kraško naselje ki leži v Občini Pivka v pivški kotlini. V bližini teče pritok reke Pivke Trnjščica. Tu najdemo tudi Petelinjsko jezero. V Trnju živi okrog 250 prebivalcev. Vas je bila prvič omenjena leta 1498. Znano je po vsakoletnem festivalu nekonvencionalne glasbe, ki gosti glasbenike s celega sveta.